# 66. Międzynarodowy Festiwal Filmowy w Wenecji
66. Międzynarodowy Festiwal Filmowy w Wenecji odbył się w dniach 2−12 września 2009 roku. Imprezę otworzył pokaz włoskiego filmu Baaria w reżyserii Giuseppe Tornatore. W konkursie głównym zaprezentowano 25 filmów pochodzących z 14 różnych krajów.
Jury pod przewodnictwem tajwańskiego reżysera Anga Lee przyznało nagrodę główną festiwalu, Złotego Lwa, izraelskiemu filmowi Liban w reżyserii Samuela Maoza. Drugą nagrodę w konkursie głównym, Nagrodę Specjalną Jury, przyznano niemieckiemu filmowi Soul Kitchen w reżyserii Fatiha Akına.
Honorowego Złotego Lwa za całokształt twórczości odebrał amerykański reżyser John Lasseter wraz z innymi twórcami animowanych filmów wytwórni Disney-Pixar (Brad Bird, Pete Docter, Andrew Stanton, Lee Unkrich). Galę otwarcia i zamknięcia festiwalu prowadziła włoska aktorka Maria Grazia Cucinotta.

## Członkowie jury

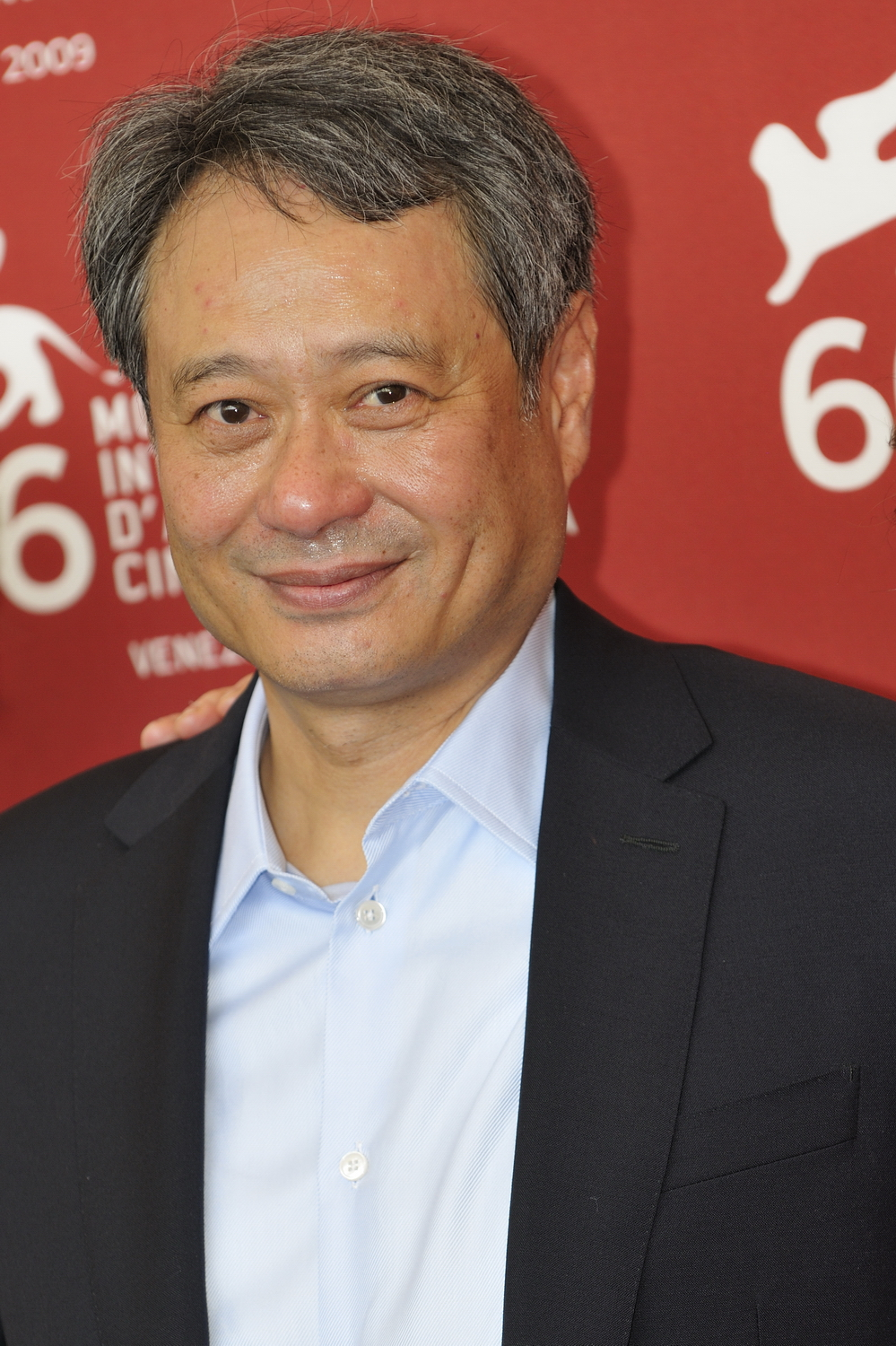
Przewodniczący jury konkursu głównego Ang Lee.

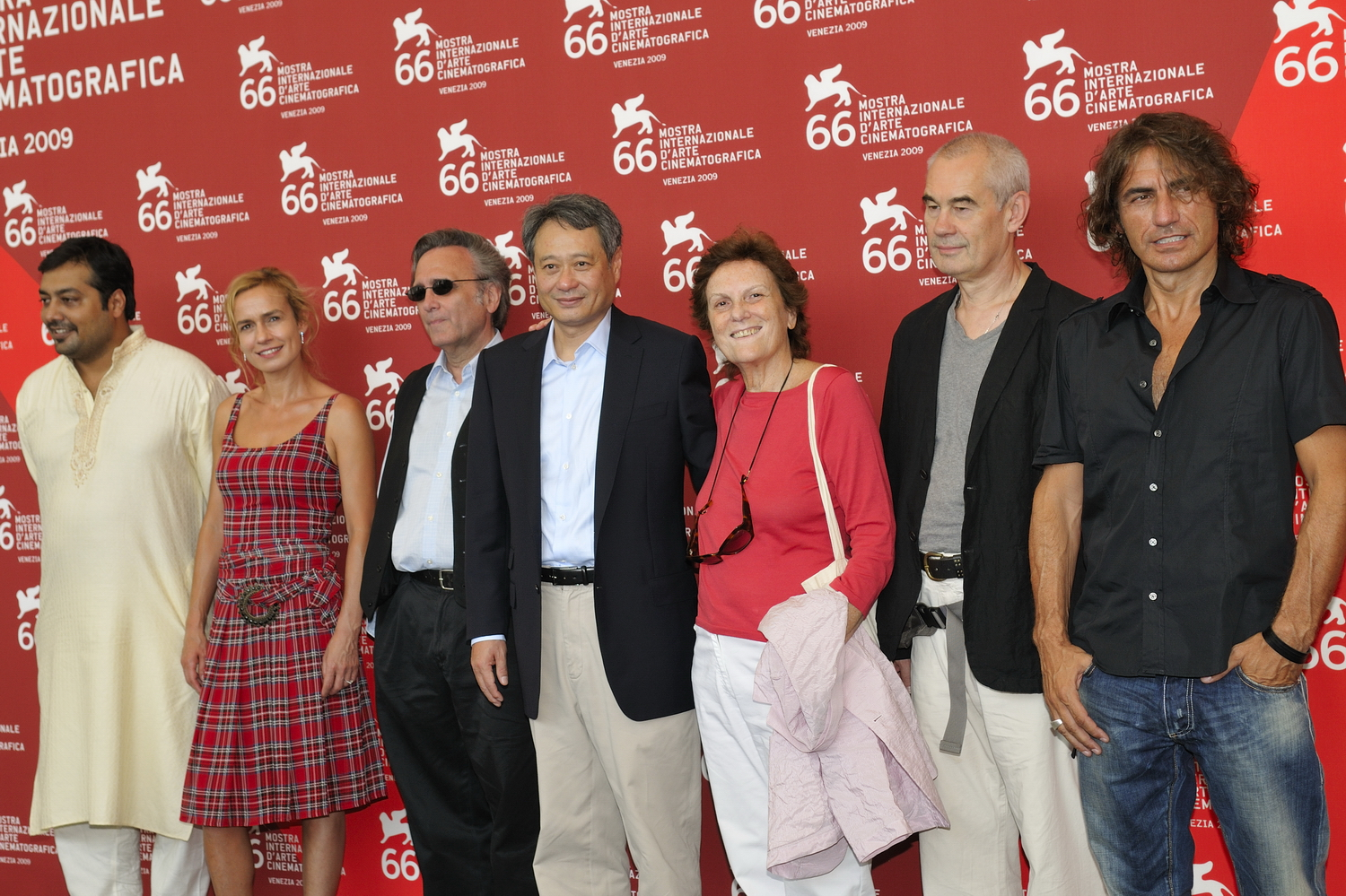
Jury konkursu głównego.

### Konkurs główny
- Ang Lee, tajwański reżyser − przewodniczący jury[7]
- Siergiej Bodrow, rosyjski reżyser
- Sandrine Bonnaire, francuska aktorka
- Liliana Cavani, włoska reżyserka
- Joe Dante, amerykański reżyser
- Anurag Kashyap, indyjski reżyser
- Luciano Ligabue, włoski muzyk i reżyser

### Sekcja „Horyzonty”
- Pere Portabella, hiszpański reżyser i polityk − przewodniczący jury
- Gina Kim, południowokoreańska reżyserka
- Bady Minck, luksemburska artystka wizualna
- Garin Nugroho, indonezyjski reżyser
- Gianfranco Rosi, włoski reżyser

### Nagroda im. Luigiego De Laurentiisa
- Haile Gerima, etiopski reżyser − przewodniczący jury
- Ramin Bahrani, amerykański reżyser
- Gianni Di Gregorio, włoski reżyser
- Antoine Fuqua, amerykański reżyser
- Sam Taylor-Johnson, brytyjska reżyserka i fotografka

## Selekcja oficjalna

### Otwarcie i zamknięcie festiwalu
|             | Tytuł               | Reżyseria             | Kraj produkcji |
| ----------- | ------------------- | --------------------- | -------------- |
| Otwierający | Baaria              | Giuseppe Tornatore    | Włochy         |
| Zamykający  | Chengdu, kocham cię | Fruit Chan i Cui Jian | Chiny          |

### Konkurs główny
Następujące filmy zostały wyselekcjonowane do udziału w konkursie głównym o Złotego Lwa:
| Tytuł polski                  | Tytuł oryginalny                           | Reżyseria            | Kraj produkcji    |
| ----------------------------- | ------------------------------------------ | -------------------- | ----------------- |
| 36 widoków z góry Saint Loup  | 36 vues du Pic Saint Loup                  | Jacques Rivette      | Francja           |
| Pomiędzy dwoma światami       | අහසින් වැටෙයි Ahasin Wetei                      | Vimukthi Jayasundara | Sri Lanka         |
| Baaria                        | Baarìa                                     | Giuseppe Tornatore   | Włochy            |
| Zły porucznik                 | Bad Lieutenant: Port of Call New Orleans   | Werner Herzog        | Stany Zjednoczone |
| Kapitalizm, moja miłość       | Capitalism: A Love Story                   | Michael Moore        | Stany Zjednoczone |
| Podwójna godzina              | La doppia ora                              | Giuseppe Capotondi   | Włochy            |
| Wielkie marzenie              | Il grande sogno                            | Michele Placido      | Włochy            |
| Liban                         | לבנון Lebanon                              | Samuel Maoz          | Izrael            |
| Książę łez                    | 淚王子 Lei wangzi                          | Yonfan               | Tajwan            |
| Życie z wojną w tle           | Life During Wartime                        | Todd Solondz         | Stany Zjednoczone |
| Babcia                        | Lola                                       | Brillante Mendoza    | Filipiny          |
| Lourdes                       | Lourdes                                    | Jessica Hausner      | Austria           |
| Podróżnik                     | المسافر Al Mosafer                         | Ahmed Maher          | Egipt             |
| Mr. Nobody                    | Mr. Nobody                                 | Jaco Van Dormael     | Belgia            |
| Synu, synu, cóżeś ty uczynił? | My Son, My Son, What Have Ye Done          | Werner Herzog        | Stany Zjednoczone |
| Zagubieni w miłości           | Persécution                                | Patrice Chéreau      | Francja           |
| Droga                         | The Road                                   | John Hillcoat        | Stany Zjednoczone |
| Samotny mężczyzna             | A Single Man                               | Tom Ford             | Stany Zjednoczone |
| Soul Kitchen                  | Soul Kitchen                               | Fatih Akın           | Niemcy            |
| Biała przestrzeń              | Lo spazio bianco                           | Francesca Comencini  | Włochy            |
| Survival of the Dead          | Survival of the Dead                       | George A. Romero     | Stany Zjednoczone |
| Tetsuo: The Bullet Man        | 鉄男 The Bullet Man Tetsuo: The Bullet Man | Shin’ya Tsukamoto    | Japonia           |
| Biała Afryka                  | White Material                             | Claire Denis         | Francja           |
| Wypadek                       | 意外 Yi ngoi                               | Cheang Pou-soi       | Hongkong          |
| Kobiety bez mężczyzn          | زنان بدون مردان Zanan-e bedun-e mardan     | Shirin Neshat        | Iran              |

### Pokazy pozakonkursowe
Następujące filmy zostały wyświetlone na festiwalu w ramach pokazów pozakonkursowych:
| Tytuł polski                      | Tytuł oryginalny                    | Reżyseria                                | Kraj produkcji    |
| --------------------------------- | ----------------------------------- | ---------------------------------------- | ----------------- |
| Gliniarze z Brooklynu             | Brooklyn’s Finest                   | Antoine Fuqua                            | Stany Zjednoczone |
| Chengdu, kocham cię               | 成都我爱你 Chengdu, wo ai ni        | Fruit Chan i Cui Jian                    | Chiny             |
| Delhi-6                           | दिल्ली ६ Delhi-6                       | Rakeysh Omprakash Mehra                  | Indie             |
| Dev.D                             | देव-डी Dev.D                          | Anurag Kashyap                           | Indie             |
| Opowiadaj, Szeherezado            | إحكي يا شهرزاد Ehky ya Scheherazade | Yousry Nasrallah                         | Egipt             |
| Great Directors                   | Great Directors                     | Angela Ismailos                          | Stany Zjednoczone |
| Gulaal                            | गुलाल Gulaal                          | Anurag Kashyap                           | Indie             |
| Strach                            | The Hole                            | Joe Dante                                | Stany Zjednoczone |
| Intrygant                         | The Informant!                      | Steven Soderbergh                        | Stany Zjednoczone |
| Człowiek, który gapił się na kozy | The Men Who Stare at Goats          | Grant Heslov                             | Stany Zjednoczone |
| Napoli, Napoli, Napoli            | Napoli, Napoli, Napoli              | Abel Ferrara                             | Włochy            |
| Czerwone cienie                   | Le ombre rosse                      | Francesco Maselli                        | Włochy            |
| Złoto Kuby                        | L'oro di Cuba                       | Giuliano Montaldo                        | Włochy            |
| Próba do sycylijskiej tragedii    | Prove per una tragedia siciliana    | Roman Paska                              | Włochy            |
| John Rambo (wersja reżyserska)    | Rambo                               | Sylvester Stallone                       | Stany Zjednoczone |
| REC 2                             | REC 2                               | Jaume Balagueró i Paco Plaza             | Hiszpania         |
| Zielone dni                       | لذت دیوانگی Ruzhaye sabz            | Hana Makhmalbaf                          | Iran              |
| South of the Border               | South of the Border                 | Oliver Stone                             | Stany Zjednoczone |
| Toy Story (wersja 3D)             | Toy Story                           | John Lasseter                            | Stany Zjednoczone |
| Toy Story 2 (wersja 3D)           | Toy Story 2                         | John Lasseter, Lee Unkrich i Ash Brannon | Stany Zjednoczone |
| Valhalla: Mroczny wojownik        | Valhalla Rising                     | Nicolas Winding Refn                     | Dania             |
| Mały pingwin: Yona Yona           | よなよなペンギン Yonayona pengin    | Rintarō                                  | Japonia           |

### Sekcja „Horyzonty”
Następujące filmy zostały wyświetlone na festiwalu w ramach sekcji „Horyzonty”:

#### Filmy fabularne
| Tytuł polski                               | Tytuł oryginalny                                       | Reżyseria                                                                                         | Kraj produkcji    |
| ------------------------------------------ | ------------------------------------------------------ | ------------------------------------------------------------------------------------------------- | ----------------- |
| The Man’s Woman and Other Stories          | आदमी की औरत और अन्य कहानियाँ Aadmi Ki Aurat Aur Anya Kahaniya | Amit Dutta                                                                                        | Indie             |
| Dryfując                                   | Chơi vơi                                               | Bui Thac Chuyên                                                                                   | Wietnam           |
| Krowa                                      | 斗牛 Dou niu                                           | Guan Hu                                                                                           | Chiny             |
| Pogrzebane tajemnice                       | الدواحة Dowaha                                         | Raja Amari                                                                                        | Tunezja           |
| Konfrontacja                               | Engkwentro                                             | Pepe Diokno                                                                                       | Filipiny          |
| Francesca                                  | Francesca                                              | Bobby Păunescu                                                                                    | Rumunia           |
| Udar słoneczny                             | Insolação                                              | Felipe Hirsch i Daniela Thomas                                                                    | Brazylia          |
| Jestem miłością                            | Io sono l'amore                                        | Luca Guadagnino                                                                                   | Włochy            |
| Krótkie spięcie                            | Короткое замыкание Korotkoje zamykanije                | Piotr Busłow, Boris Chlebnikow, Aleksiej German młodszy, Kiriłł Sieriebriennikow i Iwan Wyrypajew | Rosja             |
| Filmowa orgia                              | The Movie Orgy                                         | Joe Dante                                                                                         | Stany Zjednoczone |
| Kobieta w ogniu szuka wody                 | Muleul chatneun bulwiui yeoja                          | Woo Ming Jin                                                                                      | Malezja           |
| Paraiso                                    | Paraiso                                                | Héctor Gálvez                                                                                     | Peru              |
| Pepperminta                                | Pepperminta                                            | Pipilotti Rist                                                                                    | Szwajcaria        |
| Repo Chick                                 | Repo Chick                                             | Alex Cox                                                                                          | Stany Zjednoczone |
| Sędzia                                     | 透析 Touxi                                             | Liu Jie                                                                                           | Chiny             |
| Tris di donne & abiti nuziali              | Tris di donne & abiti nuziali                          | Vincenzo Terracciano                                                                              | Włochy            |
| Podróżuję, bo muszę, wracam, bo cię kocham | Viajo porque preciso, volto porque te amo              | Karim Aïnouz i Marcelo Gomes                                                                      | Brazylia          |
| Jeden do zera                              | واحد صفر Wahed-Sefr                                    | Kamla Abou Zekry                                                                                  | Egipt             |
| Czułe pasożyty                             | Zarte Parasiten                                        | Christian Becker i Oliver Schwabe                                                                 | Niemcy            |

#### Filmy dokumentalne
| Tytuł polski              | Tytuł oryginalny                                       | Reżyseria            | Kraj produkcji |
| ------------------------- | ------------------------------------------------------ | -------------------- | -------------- |
| 14:28                     | 1428                                                   | Du Haibin            | Chiny          |
| Barwa słów                | Il colore delle parole                                 | Marco Simon Puccioni | Włochy         |
| Totò                      | Totò                                                   | Peter Schreiner      | Austria        |
| Varese: The One All Alone | Varese: The One All Alone                              | Frank Scheffer       | Holandia       |
| Villalobos                | Villalobos                                             | Romuald Karmakar     | Niemcy         |
| Pewnego razu w Chinach    | 曾经的无产者/无产主义往事 Women ceng jing de wuchanzhe | Guo Xiaolu           | Chiny          |

## Laureaci nagród

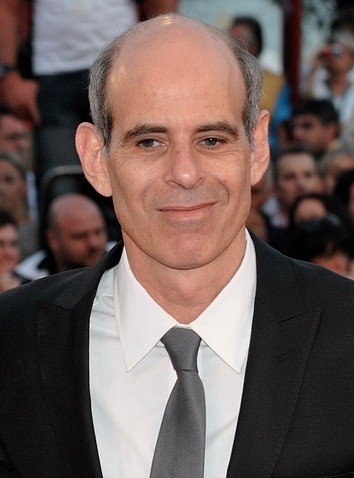
Samuel Maoz, zdobywca Złotego Lwa.

### Konkurs główny
Złoty Lew
- Liban, reż. Samuel Maoz

Nagroda Specjalna Jury
- Soul Kitchen, reż. Fatih Akın

Srebrny Lew dla najlepszego reżysera
- Shirin Neshat − Kobiety bez mężczyzn

Puchar Volpiego dla najlepszej aktorki
- Ksienija Rappoport − Podwójna godzina

Puchar Volpiego dla najlepszego aktora
- Colin Firth − Samotny mężczyzna

Złota Osella za najlepszy scenariusz
- Todd Solondz − Życie z wojną w tle

Złota Osella za wybitne osiągnięcie techniczne
- Sylvie Olivé za scenografię do filmu Mr. Nobody

Nagroda im. Marcello Mastroianniego dla początkującego aktora lub aktorki
- Jasmine Trinca − Wielkie marzenie

### Sekcja „Horyzonty”
Nagroda Główna za najlepszy film fabularny
- Konfrontacja, reż. Pepe Diokno

Nagroda Główna za najlepszy film dokumentalny
- 14:28, reż. Du Haibin

Wyróżnienie Specjalne
- The Man’s Woman and Other Stories, reż. Amit Dutta

### Wybrane pozostałe nagrody
Nagroda im. Luigiego De Laurentiisa za najlepszy debiut reżyserski
- Konfrontacja, reż. Pepe Diokno

Lew za najlepszy film krótkometrażowy w sekcji "Corto Cortissimo"
- Eersgeborene, reż. Etienne Kallos
  - Wyróżnienie Specjalne:  Felicita, reż. Salomé Alexi

Nagroda Główna w sekcji „Międzynarodowy Tydzień Krytyki”
- Teheran, reż. Nader T. Homayoun

Nagroda Label Europa Cinemas dla najlepszego filmu europejskiego
- Ostatnie dni Emmy Blank, reż. Alex van Warmerdam

Nagroda FIPRESCI
- Konkurs główny:  Lourdes, reż. Jessica Hausner
- Sekcja „Horyzonty”:  Dryfując, reż. Bui Thac Chuyên

Nagroda im. Francesco Pasinettiego (SNGCI – Narodowego Stowarzyszenia Włoskich Krytyków Filmowych)
- Najlepszy włoski film:  Biała przestrzeń, reż. Francesca Comencini
- Najlepszy włoski reżyser:  Giuseppe Tornatore − Baaria
- Najlepszy włoski aktor:  Filippo Timi − Podwójna godzina
- Najlepsza włoska aktorka:  Margherita Buy − Biała przestrzeń
  - Wyróżnienie Specjalne:  Riccardo Scamarcio − Wielkie marzenie
  - Wyróżnienie Specjalne:  Armando Testa – Povero ma moderno, reż. Pappi Corsicato

Nagroda SIGNIS (Międzynarodowej Organizacji Mediów Katolickich)
- Lourdes, reż. Jessica Hausner
  - Wyróżnienie Specjalne:  Liban, reż. Samuel Maoz

Queerowy Lew dla najlepszego filmu o tematyce LGBT
- Samotny mężczyzna, reż. Tom Ford

Nagroda UNICEF-u
- Kobiety bez mężczyzn, reż. Shirin Neshat

Nagroda UNESCO
- Podróżnik, reż. Ahmed Maher

Honorowy Złoty Lew za całokształt twórczości
- John Lasseter, Brad Bird, Pete Docter, Andrew Stanton i Lee Unkrich